# ВССК «Вихлоп»
ГССВ «Ви́хлоп» (гвинтівка снайперська спеціальна великокаліберна; рос. ВССК, Винтовка Снайперская Специальная Крупнокалиберная «Выхлоп») — безшумна великокаліберна снайперська гвинтівка, виконана за компонуванням булпап. Розроблено на спеціальне замовлення Центру спеціального призначення ФСБ Росії. Вперше зброю було представлено широкій публіці на московській виставці «Інтерполітех-2005».
Для стрільби зі снайперської гвинтівки застосовують спеціальні гвинтівкові патрони калібру 12,7 мм СЦ-130. Такі набої забезпечують купчастість стрільби порядку однієї кутової хвилини (СЦ-130ПТ), а також пробиття 16-мм сталевої плити на відстані 200 м або бронежилета 5-го класу захищеності на відстані 100 метрів (СЦ-130ВПС). Дульна енергія — 2,5 кДж.
Основним призначенням ГССВ є малошумне та безполум'яне ураження легкоброньованої і неброньованої техніки, а також живої сили в індивідуальних засобах захисту (в тому числі і важких бронежилетах) на відстанях до 600 метрів.
Гвинтівка має інтегрований глушник, що знімається при транспортуванні або чищенні. У передній частині короткої пластикової цівки є двонога складна сошка.

## Номенклатура набоїв
Велика ефективність досягається використанням важких великокаліберних куль масою 59 грамів (набій СЦ-130ПТ підвищеної точності) і навіть 76 грамів (набій СЦ-130ВПС із підвищеною пробивною здатністю).
Для набою СЦ-130ПТ заявлена купність стрільби 25 мм на відстані 100 метрів, для набою СЦ-130ВПС — гарантоване пробиття 16 мм сталевої плити на відстані 200 метрів або важкого бронежилета 5 класу захисту на відстані 100 метрів.
Для бойової стрільби використовуються три типи спеціальних великокаліберних патронів 12,7×55 мм лінійки СЦ-130 із дозвуковою швидкістю кулі:
- снайперський СЦ-130ПТ підвищеної точності з оболонковою кулею;
- снайперський СЦ-130ПТ2 підвищеної точності з цільною (однокомпонентною) бронзовою кулею;
- снайперський СЦ-130ВПС з високою пробивною здатністю з бронебійною кулею з термозміцненим сердечником, що виступає з оболонки;
- навчальний СЦ-130ПУ, призначений для навчання та перевірки дії механізмів зброї.

## Бойове застосування

### Російсько-українська війна
У вересні 2022 року під час контрнаступу в Харківській області українські військові захопили принаймні одну російську снайперську гвинтівку «Выхлоп» калібру 12,7 мм. Ймовірно, вона належала бійцям «СОБР» з «Росгвардії».